# مارل (نیدرزاکسن)
مارل (به آلمانی: Marl) یک شهر در آلمان است که در دیفولتس واقع شده‌است. مارل ۵۵۶ نفر جمعیت دارد.